# Idaea coercita
Idaea coercita là một loài bướm đêm trong họ Geometridae.